# Železniční nehoda v Hradci nad Svitavou
Železniční nehoda v Hradci nad Svitavou byla mimořádná událost, ke které došlo ve středu 13. září 1967 na železniční trati 260 ve stanici Hradec nad Svitavou na Svitavsku. Zahynulo 5 osob (4 na místě, 1 po týdnu v nemocnici), 21 osob bylo zraněno. Rychlík byl sestaven z parní lokomotivy řady 475.142 a pěti vozů.

## Příčiny nehody
R 424 Praha – Brno zde vykolejil lokomotivou 475.142 a pěti vozy. Zahynulo pět osob, další lidé byli vážně zraněni. Usmrcen byl i strojvedoucí Zdeněk Tlačbaba a jeho pomocník Josef Muzikář z depa Brno dolní. Předehrou velké nehody byl špatně zpracovaný výlukový rozkaz a následně nesprávně formulovaný rozkaz „V”. Rychlík vjel do výhybky v poloze „do odbočky” téměř dvojnásobnou rychlostí…